# Kefersteinia ocellata
Kefersteinia ocellata är en orkidéart som beskrevs av Leslie Andrew Garay. Kefersteinia ocellata ingår i släktet Kefersteinia och familjen orkidéer. Inga underarter finns listade i Catalogue of Life.